# Mój
Mój (niem. Moy - See) – jezioro położone na wschód od Kętrzyna w gminie Kętrzyn, w powiecie kętrzyńskim województwa warmińsko-mazurskiego, w dorzeczu rzeki Guber.

## Dane morfometryczna
Jezioro ma powierzchnię 116,3 ha, a jego głębokość wynosi 4,1 m. Powierzchnia tafli wody wyniesiona jest 121 m n.p.m. Jezioro ma kształt wydłużony z południa na północ. Jezioro ma długość ok. 2,3 km, a największą szerokość 1,0 km.

## Charakterystyka
Jezioro znajduje się na skraju gierłoskiego lasu. Od strony wschodniej jeziora położona jest wieś Gierłoż, a za linią kolejową Kętrzyn – Węgorzewo i drogą Czerniki – Parcz znajduje się jezioro Siercze. Do jeziora Siercze dopływa woda z jeziora Mój podziemnym rurociągiem. Przepływ wody regulowany jest upustem.

## Przyroda
Brzegi jeziora porośnięte są pasem trzcin. W trzcinach ukryte są żeremia bobrów i gnieździ się błotniak stawowy. Jezioro jest też siedliskiem łabędzi. Z ryb drapieżnych w jeziorze występują: okonie, sandacze, szczupaki i węgorze.

## Turystyka
Nad jeziorem są dwie ogólnodostępne plaże. Na zachodnim brzegu jeziora znajduje się plaża gminna. Na prawo od tej plaży znajdują się domki letniskowe (głównie mieszkańców Karolewa). Druga plaża znajduje się po przeciwnej stronie jeziora, na jego wschodnim brzegu. Przy plaży na wschodnim brzegu jeziora jest leśne pole biwakowe. Plaża ta nazywana jest „przy kamieniu” – od głazu narzutowego leżącego nad jeziorem. Granitowy głaz ma obwód 9 m i wystaje ponad grunt na wysokość 1,25 m. Kamień jest pomnikiem przyrody.

## Historia

### Średniowiecze
W 1311 r. nad jeziorem zakończyła się średniowieczna bitwa, znana jako „bitwa pod Wopławkami”. Bitwa przeniosła się spod późniejszej osady Góry, przez Strzyże nad jezioro. Średniowieczny kronikarz Murinius pisze o tym w sposób następujący: „...18 kwietnia Henryk de Plock, komendator wielki, z wielkim wojskiem Krzyżaków na Wicienia z Litwą bezpiecznego przypadł, tam Litwę posiekli, drugie powiesili, ostatek w jeziorze potopili. Tak się Pan Bóg bluźnierstwa pomścił. Krzyżacy na pamiątkę tego zwycięstwa klasztor panieński w Toruniu założyli...”

### II wojna światowa
W czasie II wojny światowej w jeziorze było ujęcie wody na potrzeby Wilczego Szańca. Woda była doprowadzona do kwatery Hitlera rurociągiem wzdłuż linii kolejowej. Była to woda na potrzeby technologiczne. Woda do celów spożywczych w „Wilczym Szańcu” pobierana była z dwóch studni głębinowych.